# Pokojnie
Pokojnie (lit. Pakuonis) – miasteczko na Litwie położone w okręgu kowieńskim w rejonie preńskim w regionie etnograficznym Dzukia, liczące 680 mieszkańców (2001). Siedziba gminy Pokojnie.
Miasteczko zlokalizowane jest w pobliżu rzeki Niemen, na południe od Kowna. Znajduje się tu kościół, szkoła i poczta. Od 2004 posiada własny herb nadany dekretem prezydenta Republiki Litewskiej.
Za Królestwa Polskiego siedziba wiejskiej gminy Pogiermoń.